# Leandro Lima (ur. 2001)
Leandro Matheus Rodrigues Lima (ur. 26 grudnia 2001 w São Paulo) – brazylijski piłkarz występujący na pozycji skrzydłowego, od 2024 roku zawodnik czeskiego Prostějova.
Jego brat Léo Jabá również jest piłkarzem.